# 甄俨
甄俨（2世纪—196年），东汉末年中山无极（今河北省无极县）人，上蔡令甄逸次子。

## 生平
甄俨举孝廉，官居大将军掾、曲梁长。相士刘良曾为甄俨兄弟及其幼妹甄氏看相，说甄氏贵不可言。甄氏九岁时（191年）喜欢写字，数用诸兄笔砚，甄俨兄弟劝她“当习女工，用书为学，当作女博士吗？”甄氏答：“闻古者贤女，未有不学前世成败，以为己诫。不知书，何由见之？”
甄氏十四岁时，甄俨去世。甄氏悲哀过于礼制，事寡嫂刘氏谦敬，事处其劳，拊养甄俨之子，慈爱甚笃。甄母张氏性严，待诸妇有常，甄氏数次谏母：“兄不幸早终，嫂年少守节，顾留一子，以大义言之，待之当如妇，爱之宜如女。”张氏感其言，流涕，便令甄氏与嫂同住，寝息坐起常相随，恩爱益密。
后来甄氏嫁给权臣曹操子曹丕，生子曹叡。后来曹丕建立曹魏，死后，曹叡继位，是为魏明帝，追封母为文昭皇后，又于太和元年（227年）三月追封外祖父甄逸为安城乡敬侯，以甄俨嫡子甄像袭爵，再于青龙二年（234年）春追封舅父甄俨为安城乡穆侯。三年（235年），甄像去世，改封魏昌县侯。四年（236年），明帝改甄逸、甄俨封号为魏昌侯，谥号如故；封舅母刘氏为东乡君，又追封外祖母张氏为安喜君。明帝仍然思念舅家，青龙年间，又封甄俨三幼子为列侯。
甄俨孙女为继任魏帝曹芳的皇后。嘉平年间，甄皇后父已去世，曹芳封甄皇后母为广乐乡君。